# خاک‌آشنا
خاکْآشنا چهارمین فیلم بعد از انقلاب بهمن فرمان‌آرا است که در سال ۱۳۸۶ تولید و پس از دو سال توقیف در تابستان سال ۱۳۸۸ اکران شد.

## خلاصه داستان
نامدار (رضا کیانیان) نقاش و هنرمندی است که در گریز از هیاهوی مرکز به روستایی در کردستان پناه برده و سال‌ها است به خلق آثار خود مشغول است. ورود خواهرزاده جوان او به محیط روستا در کنار وقایعی که در محیط روستا رخ می‌دهد، باعث تغییری شگرف در زندگی نامدار می‌شود و او را وامی‌دارد که در شیوه زندگی خود بازنگری کند.

## بازیگران
- رضا کیانیان
- بابک حمیدیان
- مریم بوبانی
- بیتا فرهی
- رؤیا نونهالی
- نیکو خردمند
- هدایت هاشمی
- رعنا آزادی‌ور
- قلندر لکی
- سیاوش چراغی‌پور
- فرید ولی زاده
- سحر خلخالیان
- فرزین صابونی
- امیر حسین رستمی

## عوامل فیلم
- نویسنده کارگردان و تهیه‌کننده بهمن فرمان‌آرا
- مدیر فیلمبرداری: محمود کلاری
- تدوین: عباس گنجوی
- طراح چهره‌پردازی: مهرداد میرکیانی
- طراح صحنه و لباس: فرهاد ویلکیجی
- دستیار کارگردان و برنامه‌ریز: مانفرد اسماعیلی
- مدیر تولید: محمدرضا نجفی
- سرمایه‌گذار: فضل‌الله یوسف‌پور
- موسیقی: کارن همایونفر

## جوایز
بهترین کارگردانی، بهترین موسیقی متن، بهترین صداگذاری و میکس و بهترین تدوین تندیس جشن سینمای ایران.
| ۱۳۹۰ | دوازدهمین دوره جشن حافظ |                         |                                 |          |
| ۱۳۹۰ | دوازدهمین دوره جشن حافظ | بهترین فیلم             | فضل‌الله یوسف‌پور و بهمن فرمان‌آرا | نامزدشده |
| ۱۳۹۰ | دوازدهمین دوره جشن حافظ | بهترین بازیگر مرد سینما | رضا کیانیان                     | نامزدشده |

## حواشی
- فیلم قبل مجوز اکران در جشن خانه سینما نمایش و برنده جوایز متعددی شد.
- به گفته بهمن فرمان‌آرا چهار سکانس فیلم به‌طور کامل و نود درصد از یک سکانس دیگر آن مورد حذف قرار گرفته‌اند. (خاک‌آشنا همچون عکسی شده که چشم‌های آن را درآورده‌اند)